# Міша а Пелиенг
Міша а Пелиенг (Мішанга Пеленге) (*д/н — 1900) — 22-й н'їм (володар) держави Куба в 1896—1900 роках.

## Життєпис
Походив з клану — родичів правлячої з жіночого боку. 1896 року повалив свого вуйка — н'їма Кото а Мбвекі а Міленга. Після цього наказав стратити 7 синів останнього. Але один син — Міша а Міленг втік до Луебо, де отримав підтримку місіонера Вільяма Генрі Шеппарда. У відповідь, побоючись втручання європейців Міша а Пелиенг заборонив перебування європейців в межах Куби. В свою чергу Шеппард від імені адміністрації Вільної держави Конго оголосив про невизнання володарем Міша а Пелиенга.
1899 року Дуфур, бельгійський намісник Лулуабургу, вирішиввимагати в прикордонних землях Куби данини каучуком. Для цього він найняв вояків з племен заппо-зап, групи народу сонге. Останні вдерлися до провінції Пианг, де стали виаагати кіз, харчів та 2500 шарів каучуку, на що отримали відмову. Тоді заппо-зап зруйнували 14 сіл, пограбувавши усю місцевість. В подальшому заппо-запи продовжували нападати на володіння куби. Їх таємно підтримували чиновники Вільної держави Конго, оскільки внаслідок цього отримували велику кількість каучуку і слонової кістки.
Під час цих подій Міша а Пелиенг помер. після цього держава фактично розпалася між суперниками, що боролися за трон. Погіршувалася ситуація вторгненням бельгійських найманців та заппо-запів. Наслідком був швидкий занепад й фактичне підкорення Куби загонами Вільної держави Конго. Останню спробу у 1901—1902 роках відновити єдність Куби зробив Міко а Киен, проте марно.